# Pave Bonifatius 1.
Bonifatius 1. (død 4. september 422) var den 42. pave i den romerskkatolske kirke fra 28. december 418 efter pave Zosimus 1.s død.